# Guadalupe Leuviah
Guadalupe Leuviah, más conocida como Guadalupe (Buenos Aires, 12 de noviembre de 1949), es una exvedette, bailarina, cantante, docente y actriz argentina que realizó su actividad profesional en su país y en Estados Unidos.

## Carrera artística
Desde los cinco años vivió en un circo donde hacia trapecio, trabajando con un elefante de nombre Pelé. Criada en una familia cristiana, iba todos los domingos con sus padres a la iglesia de Nuestra Señora del Carmelo. En su adolescencia viajó a Las Vegas (Estados Unidos), donde se perfeccionó en la danza y la actuación. Su hermano Antonio Cendra se dedicó mucho tiempo al transformismo.
De perfil bajo , vivió un romance con el boxeador Víctor Emilio Galíndez , fallecido en un accidente automovilístico.
No era muy dada a hablar de su vida íntima.
Guadalupe debutó como segunda vedette del Teatro El Nacional y luego fue primera vedette y actriz de comedia musical en Sweet Charity (1986) ―traducida como Dulce caridad―, en el Teatro Lola Membrives con adaptación de Wilfredo Jiménez, traducción de Doris Band y dirección de Rubén Navarro y Miguel A. Iseas, que estuvo seis meses en cartel.
Otra de las obras en las que participó fue Pippin (1974).
A partir de su debut en el cine en ¡Qué noche de casamiento! (1969), actuó en varias películas. En La flor de la mafia (1974) tuvo una escena de desnudo integral.
Su papel de mayor lucimiento lo representó en La dama regresa (1996), dirigida por Jorge Polaco.
En 2001 retornó al cine encabezando ―junto a Ivonne Fournery y al actor roquense Marcelo Marcilla― el elenco del largometraje Viaje por el cuerpo, dirigido por Polaco, en el que encarnó a una ciega.
En teatro trabajó en revistas junto a capocómicos como
Tato Bores,
Pepe Marrone,
Alberto Olmedo,
Osvaldo Pacheco,
Carlos Perciavalle,
Enrique Pinti,
Jorge Porcel,
y a vedettes como
Carmen Barbieri,
Nélida Lobato, las hermanas
Norma y
Mimí Pons,
Gogó y Ethel Rojo, y
Thelma Stefani.
También trabajó en televisión en diversos programas.[cita requerida]
Luego de vivir varios años en el extranjero volvió en 1982 para dedicarse a enseñar gimnasia y baile en su escuela, La Esquina de la Danza, ubicada en la avenida Santa Fe (Buenos Aires).
Retornó al teatro y se recuerda su actuación en A reír que es bueno (2004) en "Sala Teatral del Hostal del Sol" de San Bernardo acompañada por el actor y humorista Antonio Cendra Largeaud.
En 2013 festejó sus 50 años en el medio artístico en el Teatro Municipal Colón de Mar del Plata.
Actualmente está radicada en la ciudad de Mar del Plata y dicta clases de danza jazz en Lounge Dance Estudio de esa ciudad.

## Cine[11][3][12]
- 1969: ¡Qué noche de casamiento!, dirigida por Julio Porter.
- 1970: El sátiro
- 1970: Amalio Reyes, un hombre
- 1973: Póker de amantes para tres o Después del atardecer.
- 1974: Agentes secretos contra Guante Verde (inédita).
- 1974: La flor de la mafia, de Hugo Moser, como la mujer de Enrique
- 1975: Las procesadas como una presa
- 1976: El gordo de América
- 1976: La guerra de los sostenes
- 1983: Un loco en acción, como la Chica Bonex
- 1996: La dama regresa
- 2001: Viaje por el cuerpo, como la ciega

## Televisión[12]
- 1975: Luminarias 75, conducido por Leonardo Simons.
- 1982: La tuerca
- 1982: Los retratos de Andrés
- 1983: El show de la vida, conducido por Juan Alberto Mateyko
- 1991: Es tuya, Juan
- 1994: La familia Benvenuto

## Teatro
- 1971: Ruido de aplausos - Teatro El Nacional con Ethel Rojo, Adolfo Stray, Alberto Locati, Norma Pons, Mimí Pons y Roberto García Ramos.
- 1973: Escándalos - Dirección: Eber Lobato con Nélida Lobato, Darío Vittori, Ubaldo Martínez, Zulma Faiad, Norman Brisky, Tu Sam, Calígula, Mona Quintana, Adriana Parets, Wanda Seux y Lea Marturano.
- 1974: Pippin - Teatro Nacional - Dirección: Fernando Grahal con Beatriz Bonnet, Tincho Zabala, Luisina Brando, Gloria Guzmán, Raúl Lavié, Adriana Parets, Rafael Cini, Osvaldo Alé, Enrique Ibarreta, Alberto Campanni, Guillermo Marín, Emilio Vigo, Edda Bustamante, Violeta Millán, Eduardo Helling, Mario Lorenzo, María de los Ángeles Narvaja, Orlando Ramírez, Elsa Marval y Cristina Cinza.
- 1975: Aleluya Buenos Aires - Teatro Maipo con José Marrone, Alberto Olmedo, Mimí Pons, Norma Pons, Javier Portales, Nene Morales, Lise Belanger, Rudy Chernicoff, Violeta Montenegro, Osvaldo Pacheco, José Antonio, Esteban Greco, Miguel Jordán, Karold Iujas, Yeli Fontan, Janet Mac Gregor, Alfredo Jiménez y Naanim Timoyko.
- 1976: El Maipo de gala - Teatro Maipo - Dirección: Gerardo Sofovich con Osvaldo Pacheco, Thelma Stefani, Tristán, Pedro Sombra, Alberto Irízar, Naanim Timoyko, Enrique Pinti, Carmen Barbieri, Roberto Carnaghi, Tito Mendoza, Alfredo Jiménez, Alicia Savio y Lia Crucet.
- 1976: Los verdes están en el Maipo con Javier Portales, Tristán, Norma Pons, Mimí Pons, Peggy Sol, Mario Sánchez, Pedro Sombra, Alberto Irízar, Miguel Jordán, Naanim Timoyko, Alfredo Jiménez, Miket Squar y Carmen Barbieri.
- 1977: La revista de esmeraldas y diamantes - Teatro Maipo - Dirección: Gerardo Sofovich con Tato Bores, Moria Casán, Nélida Lobato, Carlos Perciavalle, Tristán, Naanim Timoyko, Alberto Irízar, Rolo Puente, Carola Cutaia, Alfredo Jiménez, Alicia Savio, Selva Mayo, Lia Crucet, Mónica Brando y Susana Sarti.
- 1978: La revista nunca vista - Teatro Astros - con Jorge Porcel, Alberto Olmedo, Ethel Rojo, Don Pelele, Juan Carlos Calabró, Tristán, Patricia Dal, Tato Cifuentes, César Bertrand, Miguel Jordán, Delfor Medina, Buryua Rey, Jorge Videla, Carmen Barbieri, Graciela Butaro, Isabel Coel y Rosalinda Salas.
- 1978: Que año fenomenal se viene con el mundial con Don Pelele, Jorge Porcel, Juan Carlos Calabró, Tristán, Patricia Dal, Mario Sánchez, Blanquita Amaro, Carmen Barbieri, Susana Quinteros, Isabel Coel, Graciela Butaro, Délfor Medina, César Bertrand, Miguel Jordán y Oscar Villa.
- 1984: A todo Astral - Teatro Astral - Dirección: Francisco Raimundo con Rodolfo Zapata, Carlitos Scazziotta, Alberto Anchart, Carlos Augusto Korneta, Susana Quinteros, Betty Flores, Gloria Díaz, Mónica Guido, Alejandra Loy, Gloria y Eduardo, Edgar Blacke, Oscar Lovera, Rafael Blanco, Alicia Castell, Lía Fernández, Antonio Cendra Largueaud, Cecilia Sada, Nely Chieso, Osvaldo Ross, Sergio Arroyo, Fernando Fonzes y la gran orquesta de Armando Pontier.
- 1986: Sweet Charity - Teatro Lola Membrives de Capital Federal con Jorge Martínez, Edda Bustamante, Mariquita Gallegos, José María Langlais, Adriana Salgueiro, Sergio Velasco Ferrero, Perla Caron, Jacques Arndt, Ricardo Dupont, Guillermo Fernández, Rubén Pérez, Mecha Fernández, Francisco Condoleo, Italo Damiano, Silvia Malerba, Daniel Visicaro, Virginia Vezerra, Hugo Velardez, Luisa Ruibal, Alejandro Zucchi, Rodolfo Altamirano, Alicia Nigel, Luis Sawieki, Mónica Rey, Guillermo Angeleri, María C. Girona y Darío Pastor.
- 1988: Penas de amor de una gata inglesa - Teatro Regina - Dirección: Julio Piquer con Irma Córdoba, Marcelo Dos Santos, Andrés Torres, Ernesto Arias, Mónica Escudero, Ana Doval, Nanny Fornis, Fabián Aparicio, Horacio Arijo y Claudia Bolla.
- ¡Show-Terapia-Risas! con Antonio Cendra Largeaud
- 1995: El patio de la morocha en el Teatro Municipal General San Martín.
- 1996: Festival artístico de danza jazz - El Atelier de Guadalupe con Gustavo Clericó.
- 1997: Hamlet - "Teatro del Globo".
- 2002-2003: El Roxy de Gala - "Cine-Teatro Roxy" de San Bernardo - Dirección: Antonio Cendra Largeaud, con Antonio Cendra Largeaud y Víctor Castro.
- 2004: A reír que es bueno - "Sala Teatral del Hostal del Sol" de San Bernardo - Dirección: Antonio Cendra Largeaud y Víctor Castro, con Antonio Cendra Largeaud y Víctor Castro.
- 2007-2009: A reír que es bueno - "Sala Auditorio Shopping Peatonal" de Mar del Plata - Dirección: Antonio Cendra Largeaud, con Antonio Cendra Largeaud y Víctor Castro y Mónica Castro.
- 2013: Buenas Noches Music Hall - "Teatro Municipal Colón" de Mar del Plata - Dirección: Antonio Cendra Largeaud - Arreglos musicales: Lucho Servidio con Antonio Cendra Largeaud y cuerpo de baile.
- 2016: La Revista de Mar del Plata - "Teatro Corrientes" de Mar del Plata con Sergio Gonal, Lorena Liggi, Paquito Wanchankein, Andrés Teruel, Nieves Jaller, Fabio Ángelo, Natalí Franchi, Antonio Cendra Largueaud, Romina Malaspina, Ale Gallego, Nahime Fernández, Max Drag Andrógeno y John Freddy Romero López.

## Discografía
- 1980: El hombre que me hace falta, Orfeón Récords.

## Galardones
En 1982 recibió un premio Victoria Aislada entregado por la AMA (Asociación de Modelos Argentinos) por su labor cumplida en Las Vegas.
En 2001, la película Viaje por el cuerpo (2000) ―en la que Guadalupe encarnó el papel de una ciega― ganó el primer premio en el Festival Iberoamericano de Cine de Nueva York.